# Prairie Village (Kansas)
Prairie Village es una ciudad ubicada en el condado de Johnson en el estado estadounidense de Kansas. En el año 2010 tenía una población de 21447 habitantes y una densidad poblacional de 1.332,11 personas por km².

## Geografía
Prairie Village se encuentra ubicada en las coordenadas 38°59′23″N 94°38′10″O / 38.98972, -94.63611 (38.989655, -94.636162).

## Demografía
Según la Oficina del Censo en 2000 los ingresos medios por hogar en la localidad eran de $58,685 y los ingresos medios por familia eran $70,602. Los hombres tenían unos ingresos medios de $50,428 frente a los $37,321 para las mujeres. La renta per cápita para la localidad era de $34,677. Alrededor del 2.5% de la población estaban por debajo del umbral de pobreza.